# Банд-е Чай
Банд-е Чай (перс. بندچاي) — село в Ірані, у дегестані Нур-Алі-Бейк, у Центральному бахші, шагрестані Саве остану Марказі. За даними перепису 2006 року, його населення становило 410 осіб, що проживали у складі 114 сімей.

## Клімат
Середня річна температура становить 17,44 °C, середня максимальна – 35,83 °C, а середня мінімальна – -4,37 °C. Середня річна кількість опадів – 263 мм.
| Клімат поселення                              | Клімат поселення | Клімат поселення | Клімат поселення | Клімат поселення | Клімат поселення | Клімат поселення | Клімат поселення | Клімат поселення | Клімат поселення | Клімат поселення | Клімат поселення | Клімат поселення | Клімат поселення |
| Показник                                      | Січ.             | Лют.             | Бер.             | Квіт.            | Трав.            | Черв.            | Лип.             | Серп.            | Вер.             | Жовт.            | Лист.            | Груд.            |                  |
| Середній максимум, °C                         | 12,71            | 15,40            | 19,39            | 25,87            | 31,02            | 35,68            | 35,83            | 34,62            | 31,01            | 25,02            | 18,74            | 12,45            |                  |
| Середня температура, °C                       | 4,18             | 6,86             | 10,84            | 17,34            | 22,48            | 27,15            | 29,64            | 28,42            | 24,81            | 18,83            | 12,54            | 6,26             |                  |
| Середній мінімум, °C                          | −4,37            | −1,68            | 2,32             | 8,81             | 13,94            | 18,61            | 23,42            | 22,21            | 18,60            | 12,63            | 6,35             | 0,05             |                  |
| Норма опадів, мм                              | 40               | 37               | 45               | 30               | 21               | 4                | 1                | 1                | 1                | 15               | 27               | 41               |                  |
| Середньомісячна швидкість вітру, м/с          | 1.51             | 2.21             | 2.83             | 3.17             | 3.08             | 2.90             | 3.00             | 2.93             | 2.44             | 2.26             | 2.03             | 1.51             |                  |
| Середньомісячна сонячна радіація, кДж/м²·день | 9160             | 12039            | 14497            | 18143            | 22061            | 26087            | 25652            | 23475            | 20060            | 14808            | 10868            | 8777             |                  |
| --------------------------------------------- | ---------------- | ---------------- | ---------------- | ---------------- | ---------------- | ---------------- | ---------------- | ---------------- | ---------------- | ---------------- | ---------------- | ---------------- | ---------------- |
| Джерело:                                      |                  |                  |                  |                  |                  |                  |                  |                  |                  |                  |                  |                  |                  |